# FAM177A1
FAM177A1 (англ. Family with sequence similarity 177 member A1) – білок, який кодується однойменним геном, розташованим у людей на 14-й хромосомі. Довжина поліпептидного ланцюга білка становить 213 амінокислот, а молекулярна маса — 23 757.
| 10         |  | 20         |  | 30         |  | 40         |  | 50         |
| ---------- |  | ---------- |  | ---------- |  | ---------- |  | ---------- |
| MDQEPVGGVE |  | RGEAVAASGA |  | AAAAAFGESA |  | GQMSNERGFE |  | NVELGVIGKK |
| KKVPRRVIHF |  | VSGETMEEYS |  | TDEDEVDGLE |  | KKDVLPTVDP |  | TKLTWGPYLW |
| FYMLRAATST |  | LSVCDFLGEK |  | IASVLGISTP |  | KYQYAIDEYY |  | RMKKEEEEEE |
| EENRMSEEAE |  | KQYQQNKLQT |  | DSIVQTDQPE |  | TVISSSFVNV |  | NFEMEGDSEV |
| IMESKQNPVS |  | VPP        |  |            |  |            |  |            |

A: Аланін

C: Цистеїн

D: Аспарагінова кислота

E: Глутамінова кислота

F: Фенілаланін

G: Гліцин

H: Гістидин

I: Ізолейцин

K: Лізин

L: Лейцин

M: Метіонін

N: Аспарагін

P: Пролін

Q: Глутамін

R: Аргінін

S: Серин

T: Треонін

V: Валін

W: Триптофан

Кодований геном білок за функцією належить до фосфопротеїнів. 
Задіяний у таких біологічних процесах, як ацетилювання, альтернативний сплайсинг. 